# فيليب مور (مهندس معماري)
فيليب مور (بالألمانية: Philipp Mohr)‏ هو مهندس معماري ألماني، ولد في 7 يناير 1972.